# Aphelidesmus asper
Aphelidesmus asper är en mångfotingart som beskrevs av Carl Graf Attems 1937. Aphelidesmus asper ingår i släktet Aphelidesmus och familjen Aphelidesmidae. Inga underarter finns listade i Catalogue of Life.